# Guro Bottolfs
Guro Bottolfs (1988) è un'ex sciatrice alpina norvegese.

## Biografia
Attiva in gare FIS dal novembre del 2003, la Bottolfs in carriera non esordì in Coppa Europa o in Coppa del Mondo né prese parte a rassegne olimpiche o iridate; si ritirò durante la stagione 2005-2006 e la sua ultima gara fu uno slalom gigante FIS disputato il 18 febbraio a Kongsberg, chiuso dalla Bottolfs al 7º posto.

## Palmarès

### Campionati norvegesi
- 1 medaglia:
  - 1 bronzo (discesa libera nel 2005)